# Sattar Khan

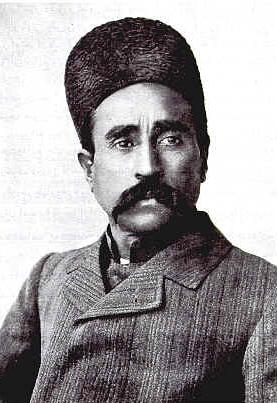
Sattar Khan (1906)

Sattar Khan oder Sattar Chan (* 1868 in Täbris; † 16. November 1914 in Teheran; persisch ستار خان) war ein iranischer Revolutionär und Freiheitskämpfer aus der Provinz Aserbaidschan. Er war eine der wichtigsten Persönlichkeiten der Konstitutionellen Revolution des Iran.

## Leben
Sattar wurde 1868 in Qaradag in der Nähe von Täbris geboren. Sein Vater Hadsch Hasan Bazzaz Qaradghi hatte zwei Frauen und drei Söhne. Der älteste Bruder von Sattar wurde als Wegelagerer hingerichtet, als Sattar noch ein Kind war.
Sattar hatte nie eine Schule besucht. Mit 17 Jahren kam Sattar das erste Mal in Konflikt mit dem Gesetz und wurde verhaftet. Nach zwei Jahren im Gefängnis gelang ihm zusammen mit einem weiteren Insassen der Ausbruch aus dem Gefängnis. Zusammen mit Freunden verdiente Sattar, der auch als Metzger und Pferdehändler gearbeitet hatte, zunächst seinen Lebensunterhalt mit kleineren Überfällen und Wegelagerei, wurde dann aber Mitglied der Gendarmerie und Schütze (tofangar) unter Kronprinz Mozaffar, dem späteren Mozaffar ad-Din Schah. Als Mitglied der Gendarmerie erhielt er den Titel Khan.
Im Sommer 1907 meldete sich Sattar Khan zusammen mit Bagher Khan zur im Rahmen der Konstitutionellen Revolution neu entstandenen Polizei. Ferner wurde er Mitglied des Andschoman-e Haqiqat. Sattar Khan führte zusammen mit Bagher Khan die aserbaidschanischen Freiheitskämpfer (modschahedin) gegen die absolutistische Herrschaft von Mohammed Ali Schah aus der Dynastie der Kadscharen, der das Parlament aufgelöst und die Verfassung außer Kraft gesetzt hatte. Die Truppen Mohammed Ali Schahs belagerten Täbris ab Juni 1908, konnten aber dank des von Sattar Khan organisierten Widerstandes die Stadt nicht einnehmen. Die Belagerung wurde durch das Eingreifen russischer Streitkräfte, die in den Norden des Iran einmarschiert waren, nach elf Monaten beendet. Sattar Khan floh zunächst in das Konsulat des Osmanischen Reiches, ging dann aber nach dem Sturz Mohammad Ali Schahs im Juli 1909 durch Freiheitskämpfer aus dem Norden und Süden des Iran mit seinen Kämpfern nach Teheran, um den Sieg der Konstitutionellen Revolution zu feiern. Auf Einladung des Parlaments begab sich Sattar Khan mit 300 Kämpfern von Täbris nach Teheran. Als er am 3. April 1910 in Teheran einmarschierte, wurde er von der Bevölkerung als Retter des Vaterlandes gefeiert. Für seine militärische Unterstützung der konstitutionellen Bewegung wurde er vom Parlament mit dem Ehrentitel Sardar-e Melli (Feldherr der Nation) ausgezeichnet.
Nach dem Sieg der konstitutionellen Bewegung sollten Sattar Khan und seine Anhänger ihre Waffen abgeben. Dies führte zu Auseinandersetzungen mit anderen Führern der konstitutionellen Bewegung, vor allem mit Yeprem Khan, dem Polizeichef von Teheran, und mit dem Bachtiaren Sardar Asad. Für seinen Aufenthalt in Teheran wies man Sattar Khan das Palais von Ali Asghar Khan Atabak, einem früheren Premierminister von Naser al-Din Schah, zu. Anfang August 1910 forderte die Regierung Sattar Khan auf, seine Kämpfer zu entwaffnen und die Waffen an die Regierungstruppen zu übergeben. Durch einen versehentlich abgegebenen Schuss im Rahmen der Waffenabgabe am 7. August 1910 kam es zu einem unkontrollierten Schusswechsel im Attabak-Park mit der Teheraner Polizei. In dieser Auseinandersetzung wurde Sattar Khan am Knie verwundet.
Sattar Khan blieb in Teheran bis zu seinem Tod am 16. November 1914. An seiner Beerdigung nahmen tausende Teheraner teil.